# Pino Pascali
Pino Pascali (né le 19 octobre 1935 à Bari et mort le 11 septembre 1968 à Rome) est un artiste italien lié au mouvement de l'Arte povera. Il obtient le Prix international pour la sculpture à la 34e Biennale de Venise en 1968.

## Biographie
Pino Pascali né le 19 octobre 1935 à Bari. Il est le fils de Franco Pascali, originaire de Polignano a Mare, un policier en poste au commisariat de Bari. Sa mère, Lucia Pomodoro, elle aussi de Polignano a Mare est la cousine des sculpteurs Arnaldo et Giò Pomodoro.
En 1940-1941, le père de Pino Pascali est envoyé en poste à Tirana dans l'Albanie italienne où sa famille le suit. De retour dans sa ville natale, Pino Pascali étudie à l'internat Regina Elena puis au lycée Arcangelo Scacchi. Cependant, il le quitte en 1955 pour partir suivre les cours du lycée artistique de Naples où il obtient son baccalauréat la même année. En 1956, il entre à l'Académie des Beaux Arts de Rome où il étudie la scénographie avec comme enseignants Toti Scialoja (it) et Peppino Piccolo. Sa thèse en 1959 porte sur l'œuvre du metteur en scène français André Antoine.
Après des études de scénographie et la réalisation de décors, Pino Pascali débute véritablement une carrière artistique en 1964 qui s’achève seulement quatre ans plus tard avec sa mort des suites d’un accident de moto.
Son travail s’est élaboré par cycles, développant chaque fois de nouvelles propositions où, entre fiction et réalité, se jouent faux-semblants et justesse du simulacre.
Les Quadri-Ogetti (Tableaux-Objets) de 1964, structures de bois recouvertes de toile tendue peinte à l’émail, déclinent des détails de l’anatomie féminine. Les Armi (Armes) de 1965, assemblages d’objets disparates recouverts d’une couche de peinture verte, sont des leurres pour jouer à la guerre qui deviennent, selon le critique Maurizio Calvesi, un « meeting pacifiste, un spectacle de récitation, une séance de jeu, une mauvaise aventure de la fantaisie ».
Les Finte Sculture (Fausses Sculptures) de 1966 s’attachent à inventorier « les animaux naturels » et la « nature vierge », leurs formes tronquées, qui, sous prétexte d'évoquer la « décapitation du rhinocéros » ou « de la girafe », parleraient plutôt de celle de la sculpture. Enfin, les Elementi et la Ricostruzione della natura (1967-1968) s’interrogent sur le dialogue entre la nature et la culture, par exemple en revisitant avec humour les mythes de Tarzan et d’Ulysse.
Le 30 août 1968, il est victime d'un accident de moto à Rome. Transporté à l'hôpital San Giovanni–Addolorata, il y passe 10 jours dans le coma avant de mourir. Il est enterré à Polignano a Mare.
À Polignano a Mare, dans la province de Bari, le Musée Pino Pascali (it), créé en 1988, devenu fondation en 2010, est consacré à l'œuvre de l'artiste.

## Expositions
- 2024 : exposition collective Arte povera, Collection Pinault-Bourse du commerce, Paris[4]